# Molothrus
Molothrus is een geslacht van zangvogels uit de familie troepialen (Icteridae).

## Soorten
Het geslacht kent de volgende soorten:
- Molothrus aeneus – Roodoogkoevogel
- Molothrus armenti – Colombiaanse koevogel
- Molothrus ater – Bruinkopkoevogel
- Molothrus bonariensis – Glanskoevogel
- Molothrus oryzivorus – Grote koevogel
- Molothrus rufoaxillaris – Roodokselkoevogel